# Saanenmöser (passo)
Lo Saanenmöser è un passo di montagna che collega Zweisimmen a Saanen nel Canton Berna. Scollina a un'altitudine di 1 279 m s.l.m. Dal punto di vista orografico si trova nelle Prealpi Svizzere.